# Dissaporus malaisei
Dissaporus malaisei là một loài bọ cánh cứng trong họ Cerambycidae.